# Hnîlîțea, Krasnopillea
Hnîlîțea (în ucraineană Гнилиця) este un sat în comuna Sinne din raionul Krasnopillea, regiunea Sumî, Ucraina.

## Demografie
Componența lingvistică a localității Hnîlîțea
     Ucraineană (95,06%)
     Belarusă (2,47%)
     Rusă (1,23%)
Conform recensământului din 2001, majoritatea populației localității Hnîlîțea era vorbitoare de ucraineană (95,06%), existând în minoritate și vorbitori de belarusă (2,47%) și rusă (1,23%).